# Mylabris pauper
Mylabris pauper là một loài bọ cánh cứng trong họ Meloidae. Loài này được Escherich miêu tả khoa học năm 1899.